# Wereldbeker schaatsen 2015/2016 - Massastart vrouwen
De massastart voor vrouwen voor de wereldbeker schaatsen 2015/2016 stond voor de vijfde keer officieel op het programma, dit seizoen vijf keer, eenmaal minder dan in 2014/2015. De massastart stond dit seizoen voor de tweede maal ook op het programma van de wereldkampioenschappen schaatsen afstanden 2016 en de wereldbekerserie gold als kwalificatiereeks daarvoor.
Titelverdediger was de Canadese Ivanie Blondin; Blondin eindigde vijf keer op het podium, maar won geen enkele race. Irene Schouten won drie races en het eindklassement. Ook Kim Bo-reum en Misaki Oshigiri wonnen een wedstrijd.

## Reglementen
De vrouwen reden een race van 16 rondes. Na 4, 8 en 12 rondes was er een tussensprint waar de eerste drie rijders respectievelijk 5, 3, en 1 punt kregen. In de eindsprint na 16 rondes kregen de eerste drie rijders respectievelijk 60, 40, en 20 punten. De einduitslag werd eerst bepaald aan de hand van het behaalde aantal punten, op deze manier was de top drie van de eindsprint ook altijd het podium van de wedstrijd, terwijl achter het podium eerst alle schaatssters met punten uit de tussensprints kwamen. Voor rijders die een gelijk puntenaantal behaalden, inclusief diegenen zonder punten, was de volgorde van de eindsprint bepalend. Deelnemers die de race niet uitreden verloren eventuele punten behaald in de tussensprints.
De eerste vier wedstrijden was er ook een B-groep, het aantal schaatssters per land was beperkt tot maximaal drie in het totaal en maximaal twee per startdivisie.

## Podia
| Wedstrijd:     | Goud:                    | Tijd    | Punten | Zilver:                     | Tijd    | Punten | Brons:                   | Tijd    | Punten |
| Calgary        | Kim Bo-reum Zuid-Korea   | 8.36,04 | 60     | Irene Schouten Nederland    | 8.36,09 | 41     | Ivanie Blondin Canada    | 8.36,16 | 23     |
| Salt Lake City | Irene Schouten Nederland | 8.27,19 | 60     | Ivanie Blondin Canada       | 8.27,45 | 40     | Misaki Oshigiri Japan    | 8.27,82 | 20     |
| Inzell         | Irene Schouten Nederland | 8.18,41 | 60     | Ivanie Blondin Canada       | 8.18,43 | 40     | Park Do-yeong Zuid-Korea | 8.18,61 | 20     |
| Heerenveen (1) | Misaki Oshigiri Japan    | 8.22,80 | 65     | Carien Kleibeuker Nederland | 8.23,23 | 43     | Ivanie Blondin Canada    | 8.27,96 | 20     |
| Heerenveen (2) | Irene Schouten Nederland | 8.16,63 | 60     | Ivanie Blondin Canada       | 8.16,88 | 40     | Miho Takagi Japan        | 8.16,93 | 20     |

## Eindstand
| #      | Schaatsster                | Land             | CAL | SLC | INZ | HEE1 | HEE2 | Totaal |
| ------ | -------------------------- | ---------------- | --- | --- | --- | ---- | ---- | ------ |
| Goud   | Irene Schouten             | Nederland        | 80  | 100 | 100 | 36   | 150  | 466    |
| Zilver | Ivanie Blondin             | Canada           | 70  | 80  | 80  | 70   | 120  | 420    |
| Brons  | Misaki Oshigiri            | Japan            | 25  | 70  |     | 100  | 76   | 271    |
| 4      | Miho Takagi                | Japan            | 36  | 16  | 28  | 45   | 104  | 229    |
| 5      | Hao Jiachen                | China            | 21  | 36  | 24  | 32   | 90   | 203    |
| 6      | Heather Richardson-Bergsma | Verenigde Staten | 50  | 28  | 45  | 24   | 36   | 183    |
| 7      | Luiza Złotkowska           | Polen            | 11  | 50  | 32  | 40   | 32   | 165    |
| 8      | Liu Jing                   | China            | 14  | 40  | 50  | 12   | 45   | 161    |
| 9      | Janneke Ensing             | Nederland        | 32  | 60  | 40  | 25   |      | 157    |
| 10     | Park Do-yeong              | Zuid-Korea       | 40  | 19  | 70  | 21   |      | 150    |
|        |                            |                  |     |     |     |      |      |        |
| 12     | Carien Kleibeuker          | Nederland        |     | 11  | 25  | 80   | 14   | 130    |
|        |                            |                  |     |     |     |      |      |        |
| 15     | Kim Bo-reum                | Zuid-Korea       | 100 | 5   |     |      |      | 105    |

2011/2012 · 
2012/2013 · 
2013/2014 · 
2014/2015 · 
2015/2016 · 
2016/2017 · 
2017/2018 · 
2018/2019 · 
2019/2020 · 
2020/2021 · 
2021/2022 · 
2022/2023 · 
2023/2024 · 
2024/2025